# Alex Bentley
Alexandria Marie „Alex” Bentley (ur. 27 października 1990 w Indianapolis) – amerykańska koszykarka, występująca na pozycjach rozgrywającej lub rzucającej, posiadająca także białoruskie obywatelstwo, reprezentantka tego kraju, obecnie zawodniczka klubu Çukurova Basketbol Mersin, a w okresie letnim Atlanty Dream w WNBA.
11 listopada 2019 została zawodniczką tureckiego Çukurova Basketbol Mersin.

## Osiągnięcia
Stan na 22 stycznia 2020, na podstawie, o ile nie zaznaczono inaczej.
NCAA
- Uczestniczka rozgrywek:
  - Sweet 16 turnieju NCAA (2012)
  - II rundy turnieju NCAA (2011–2013)
- Mistrzyni sezonu regularnego konferencji Big 10 (2012, 2013)
- MVP turnieju Nugget Classic (2012)
- Defensywna zawodniczka roku (2012 według Collegiate Pride)
- Laureatka Frances Pomeroy Naismith Award (2013 przyznawana najlepszej koszykarce akademickiej ostatniego roku, o wzroście 173 cm i mniej)
- Zaliczona do:
  - I składu:
    - Big 10 (2011–2013)
    - defensywnego Big 10 (2012, 2013)
    - najlepszych pierwszorocznych zawodniczek Big 10 (2010)
    - turnieju:
      - Lady Lion Classic (2012)
      - Big 10 (2011)
      - Dead River Company Classic (2009)

  - III składu:
    - Big 10 (2010)
    - najlepszych pierwszorocznych zawodniczek NCAA (2010 przez Full Court Press)

  - składu honorable mention All-America (2012 przez WBCA, 2013 przez WBCA, Associated Press)
- Liderka Big 10 w przechwytach (2012)

WNBA
- Wicemistrzyni WNBA (2018)
- Zaliczona do I składu debiutantek WNBA (2013)
- Uczestniczka meczu gwiazd WNBA (2015)

Drużynowe
- Mistrzyni Brazylii (2014)
- Brąz ligi rosyjskiej (2018)[6]

Indywidualne
(* – nagrody przyznane przez eurobasket.com)
- Zaliczona do*:
  - I składu:
    - ligi rosyjskiej (2018)[6]
    - zawodniczek zagranicznych ligi:
      - francuskiej (2015)[7]
      - rosyjskiej (2018)[6]

Reprezentacja
- Uczestniczka mistrzostw Europy (2017 – 15. miejsce)